# Norske Løve (Horten)

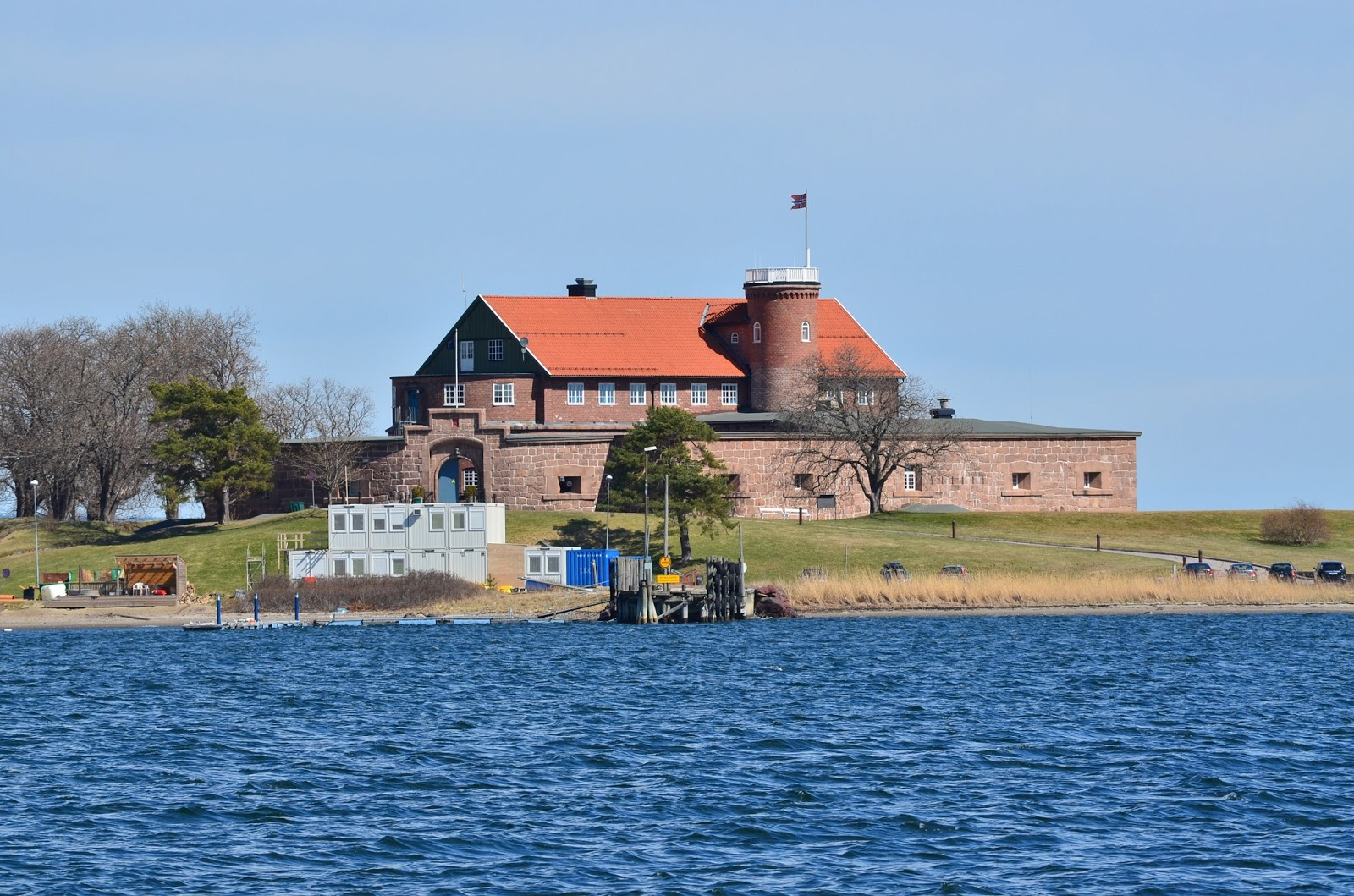
Die Festung

Norske Løve ist eine im 19. Jahrhundert erbaute Festung auf der Insel Vealøs bei Horten im Oslofjord (Norwegen), etwa 80 km südlich von Oslo. Der Name („Norwegischer Löwe“) bezieht sich auf das Staatswappen Norwegens.

Der Norske Løve, das Staatswappen Norwegens

Die Festung wurde in den Jahren 1852–1859 unter der Leitung von Balzar Nicolai Garben gebaut, um im Zusammenwirken mit der 1848–1851 auf der unmittelbar südlich gelegenen Halbinsel Karljohansvern gebauten Festung Citadellet die Einfahrt in die Bucht von Horten und damit die seit 1828 auf Karljohansvern befindliche Kriegsmarinewerft und das dortige Marinehauptquartier zu schützen.

## Anlage
Die Festung ist ein mit Granit verstärkter Ziegelbau mit rechteckigem, am Ost- und Westende halbkreisförmig abgerundetem Grundriss. Die äußere Umwallung bildet einen geschlossenen Ring von Kasematten für 22 großkalibrige Geschütze. Dieser Kasemattring ist umgeben von einem trockenen Festungsgraben mit senkrechter Kontereskarpe und einer nach außen schräg abfallenden Glacis. Innerhalb des Kasemattrings, von diesem durch einen schmalen Graben getrennt, befindet sich das Unterkunftsgebäude für die rund 500 Mann starke Besatzung der Festung, mit der gleichen rechteckigen, an beiden Enden abgerundeten Grundform. Auf dem Gebäude befand sich ursprünglich eine Dachbatterie mit sieben Kanonen, aber ein zusätzliches Geschoss mit Satteldach wurde von der deutschen Besatzungsmacht im Zweiten Weltkrieg aufgesetzt. Im äußeren Festungsgraben befinden sich fünf Kaponnieren, von denen aus der Graben unter Feuer genommen werden konnte.

## Heutige Nutzung
Mit der bereits während ihrer Bauzeit aufkommenden Nutzung von Sprenggranaten war die Festung mit ihren noch fast mittelalterlichen Befestigungsanlagen schon vor ihrer Fertigstellung veraltet. Sie wird heute von der norwegischen Marine als Verwaltungsgebäude für ihre Offizierschule genutzt. Die gesamte, nur etwa 0,1 Quadratkilometer große Insel Vealøs, mit Karljohansvern und Horten durch eine Brücke verbunden, ist in militärischem Besitz und dient als Basis für Motortorpedoboote.